# 法扎爾·艾哈邁德
法扎爾·艾哈邁德（Fazal Ahmed，1941年—），羅興亞人出身的緬甸律師與政治家，曾任民主與人權黨主席，在1990年緬甸議會選舉當選議員。

## 早年生涯
艾哈邁德於1941年生於英屬緬甸阿拉干區孟都的巴蘇巴村，他的父親名叫穆罕默德·卡魯。他就讀於孟都縣的邦立高中，後來他研究成為一名律師。他還在在孟都縣的副專員辦公室工作。

## 政治生涯
艾哈邁德也是民主與人權黨中央執行委員會成員，曾在1990年爭奪兩個孟都地區的議席獲得了24,833張選票，贏得了選舉。
緬甸軍政府在1992年查禁了民主與人權黨，法扎爾也被逮捕和中止議席。